# أوشرية
أوشرية قرية سوريّة تتبع إداريّاً لمحافظة حلب منطقة منبج ناحية مركز منبج، بلغ تعداد سكانها 978 نسمة حسب التعداد السكاني لعام 2004.